# Teluk Meranti (plaats)
Teluk Meranti is een bestuurslaag in het regentschap Pelalawan van de provincie Riau, Indonesië. Teluk Meranti telt 2629 inwoners (volkstelling 2010).